# José María Aguirre Salaberría

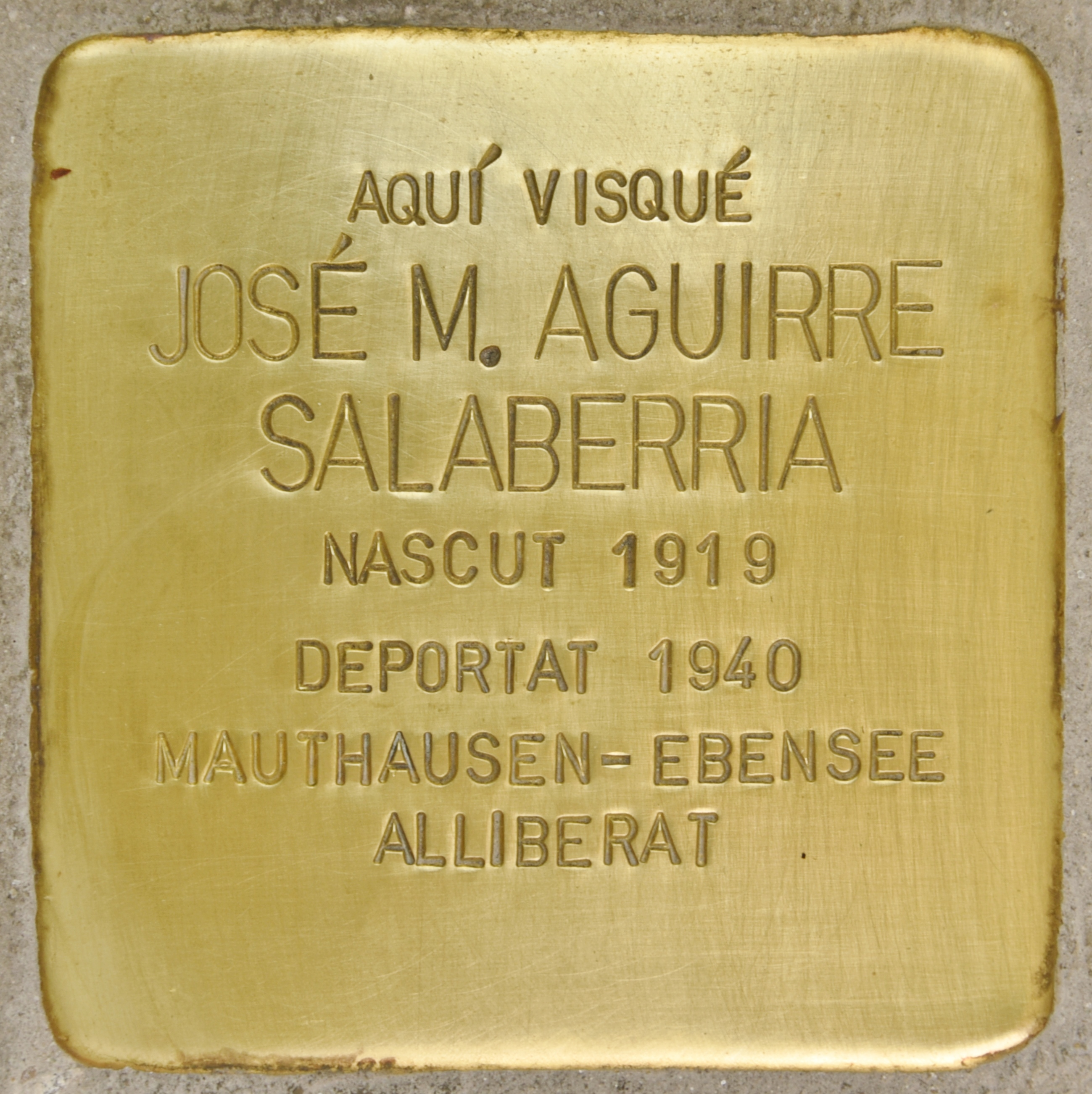
Stolperstein in Palma

José María Aguirre Salaberría (25. März 1919 in Marquina (Bizkaia) – 6. September 2009 in Palma) war ein Überlebender des KZ Mauthausen, wo er viereinhalb Jahre interniert war. Er wurde zu einem wichtigen Zeitzeugen.

## Leben
José María Aguirre Salaberría war das älteste von acht Geschwistern. Die Familie zog von Marquina nach Irún. Zu Beginn des Spanischen Bürgerkrieges flüchtete die Familie nach Hendaye, Frankreich, da Irún rasch von Franquisten besetzt wurde. Aguirre, zu diesem Zeitpunkt 17 Jahre alt, und sein Vater Doroteo, 39 Jahre alt, gingen nach Katalonien und schlossen sich dort dem Widerstand gegen Francisco Franco an. Nach dem Ende des Bürgerkrieges und dem Sieg Francos flüchtete er zurück nach Frankreich. Dort wurde er zuerst im Lager von Saint-Cyprien interniert, danach im Camp de Gurs. Er verpflichtete sich für die französische Armee, wurde einem Arbeitskommando zugeteilt und half beim Bau der Maginot-Linie. Er wurde von deutschen Truppen gefangen genommen; zuerst wurde er in ein Lager nach Straßburg gebracht und von dort am 13. Dezember 1940 zusammen mit 866 anderen Spaniern ins KZ Mauthausen deportiert. Hier bekam er die Nummer 4553. Er wurde dem Kommando César zugeteilt, benannt nach dem Kapo César Orquín i Serra. Dieser war ein gebildeter Valencianer, Mitglied der Confederación Nacional del Trabajo, sprach fließend Deutsch und erwirkte mit dem Versprechen einer höheren Produktivität die Bildung eines Sonderkommandos aus spanischen Republikanern. Das Sonderkommando wurde besser verpflegt. Aguirre wurde in den Außenlagern Vöcklabruck, Ternberg und Redl-Zipf eingesetzt. Schließlich wurde er ins KZ Ebensee überstellt. Er überlebte Erysipel und medizinische Experimente. Er hätte mit einer tödlichen Injektion von Benzin in sein Herz getötet werden sollen, wurde aber durch einen katalanischen Arzt davor gerettet. Auch seine Sprachkenntnisse halfen ihm zu überleben; er wurde von der SS als Dolmetscher eingesetzt. Am 6. Mai 1945 wurde das Lager von der US-Armee befreit. Er kam nach Frankreich; dort wurde er in La Santé inhaftiert, die Franzosen wussten nicht, wohin mit den vielen Exilanten. 1953 kam er nach Mallorca, wo er auf Grund seiner Sprachkenntnisse in mehreren Hotels arbeitete. Dabei lernte er 1957 seine zukünftige Frau, Sarah Bajar, kennen. Mit ihr hatte er zumindest eine Tochter. Über seine Erlebnisse während des Krieges sprach er anfänglich nur mit seiner Frau. In den 1980er Jahren, nach dem Ende der Franco-Diktatur, begann er über seine Erlebnisse in Schulen und Institutionen zu berichten; des Weiteren gab er viele Zeitungsinterviews. Am 6. September 2009 starb José María Aguirre Salaberría in Palma.
Seine Schwester Mercedes Aguirre heiratete Marcelino Bilbao, mit dem Aguirre in Gurs und später auch in Mauthausen interniert war.

## Gedenken
Am 15. Dezember 2018 wurde vor José María Aguirre Salaberrías ehemaligem Wohnhaus in Palma ein Stolperstein für ihn verlegt.